# Alexander Friedmann
Alexander Alexandrovich Friedmann (em russo:  Александр Александрович Фридман; São Petersburgo, 16 de junho de 1888 – Petrogrado, 16 de setembro de 1925) foi um matemático e cosmólogo russo. Friedmann é um dos "pais" da teoria de expansão do universo e do Big Bang, juntamente com Georges Lemaître e George Gamow.

## Primeira Guerra Mundial
Friedmann lutou na Primeira Guerra Mundial em nome da Rússia Imperial, como aviador do exército, instrutor e, eventualmente, sob o regime revolucionário, como chefe de uma fábrica de aviões.

## Teoria
Friedmann em 1922 introduziu a ideia de um universo em expansão que continha matéria em movimento. A correspondência com Einstein sugere que Einstein não estava disposto a aceitar a ideia de um Universo em evolução e, em vez disso, trabalhou para modificar suas equações para garantir um Universo estático eterno, como se acreditava desde a época de Newton. Alguns anos depois, em 1926, Hubble publicou a relação redshift vs distância, ou seja, todas as galáxias na vizinhança pareciam estar recuando a uma taxa proporcional à distância, formalizando uma observação feita anteriormente por Carl Wilhelm Wirtz. Pode-se notar que em 1927 o astrônomo belga Georges Lemaître também chegou independentemente à conclusão de um Universo em evolução.
Em junho de 1925, Friedmann recebeu o cargo de diretor do Observatório Geofísico Principal de Leningrado. Em julho de 1925, ele participou de um voo de balão recorde, atingindo a elevação de 7 400 m (24 300 pés).

## Trabalho

### Relatividade
Os artigos de Friedmann de 1924, incluindo "Über die Möglichkeit einer Welt mit konstanter negativer Krümmung des Raumes" ("Sobre a possibilidade de um mundo com curvatura negativa constante do espaço") publicado pelo jornal de física alemão Zeitschrift für Physik (Vol. 21, pp. 326-332), demonstrou que ele tinha o comando de todos os três modelos de Friedmann que descrevem curvatura positiva, zero e negativa, respectivamente, uma década antes de Robertson e Walker publicarem sua análise.
Este modelo cosmológico dinâmico da relatividade geral viria a formar o padrão para as teorias do Big Bang e do estado estacionário. O trabalho de Friedmann apóia ambas as teorias igualmente, então foi somente com a detecção da radiação cósmica de fundo em micro-ondas que a teoria do estado estacionário foi abandonada em favor do paradigma favorito atual do Big Bang.
A solução clássica das equações de campo de Einstein que descreve um universo homogêneo e isotrópico é chamada de métrica Friedmann–Lemaître–Robertson–Walker, ou FLRW, em homenagem a Friedmann, Georges Lemaître, Howard P. Robertson e Arthur Geoffrey Walker, que trabalharam no problema nos anos 1920 e 30, independentemente de Friedmann.

### Hidrodinâmica e meteorologia
Além da relatividade geral, os interesses de Friedmann incluíam hidrodinâmica e meteorologia.

## Seminário Internacional Alexander Friedmann
O Seminário Internacional Alexander Friedmann é um evento científico periódico. O objetivo do encontro é promover contatos entre cientistas que atuam na área da Relatividade, Gravitação e Cosmologia e áreas afins. O Primeiro Seminário Internacional Alexander Friedmann sobre Gravitação e Cosmologia dedicado ao centenário de seu nascimento ocorreu em 1988.

## Morte
Friedmann morreu em 16 de setembro de 1925 de febre tifóide mal diagnosticada. Ele teria contraído a bactéria no caminho de volta de sua lua de mel na Crimeia, quando comeu uma pêra não lavada que comprou em uma estação ferroviária.

## Publicações selecionadas
- Friedman, A. (1922). «Über die Krümmung des Raumes». Zeitschrift für Physik. 10 (1): 377–386. Bibcode:1922ZPhy...10..377F. doi:10.1007/BF01332580. tradução em inglês: Friedman, A. (1999). «On the curvature of space». General Relativity and Gravitation. 31 (12): 1991–2000. Bibcode:1999GReGr..31.1991F. doi:10.1023/A:1026751225741 O manuscrito original russo deste artigo está preservado no Ehrenfest archive, juntamente com algumas cartas e trabalhos inéditos.
- Friedman, A. (1924). «Über die Möglichkeit einer Welt mit konstanter negativer Krümmung des Raumes». Zeitschrift für Physik. 21 (1): 326–332. Bibcode:1924ZPhy...21..326F. doi:10.1007/BF01328280. tradução em inglês: Friedmann, A. (1999). «On the Possibility of a World with Constant Negative Curvature of Space». General Relativity and Gravitation. 31 (12): 2001–2008. Bibcode:1999GReGr..31.2001F. doi:10.1023/A:1026755309811